# Claes Åkeson
Claes Gerhard Åkeson, under en period Runheim, född 24 augusti 1967 i Längbro, Örebro, är en svensk TV-programledare.

## Biografi
Åkesons yrkesbana började på SR Örebro för att sedan fortsätta på SR Stockholm. Efter Sveriges Radio Stockholm blev han programledare tillsammans med Kattis Ahlström i SVT:s 7–9. Åkeson var den första skådespelaren som gjorde en scen i tv-serien Rederiet, där han gjorde rollen som en utsänd radioreporter utanför Dahlénsrederiet. Därefter kom han till TV4 där han fick den egna talkshowen Åkeson. Bland de mer bemärkta gästerna märktes Lotta Engberg, Ingemar Stenmark och Björn Borg.
Sedan överflyttade Åkeson till Viasatkoncernen där han blivit ledande studioankare vid idrottsevenemang. Bland annat har han sedan många år lett TV3:s sändningar från herrarnas världsmästerskap i ishockey med Leif Boork, Håkan Södergren, Tommy Boustedt och skånsk-dalmasen Jonas Bergqvist som bisittare. Även vid Viasatkoncernens (TV3, TV6, Viasat Sport-kanalerna) fotbollssatsning har programledarrollen besatts av honom. Evenemangen som bevakas i denna gren är UEFA Champions League samt kvalspelsmatcher till herrarnas EM och VM. Vid Åkesons sida i studion finns Tomas Nordahl samt Glenn Hysén.
Vidare har Åkeson, tillsammans med Peter Jihde, varit värd för Svenska Idrottsgalan under tre år i följd, 2003–2005. Claes Åkeson var tidigare chefredaktör för löpartidning Runner's World och skriver fortfarande för den.
Åkeson ersatte i augusti 2011 Adam Alsing i Mix Megapols program Äntligen Morgon men meddelande några veckor senare (30 september) live i radio att han slutar som programledare där. Åkeson ledde under hösten 2011 den fjärde säsongen av Vem kan slå Filip och Fredrik i Kanal 5.
Åkeson är idag programledare i Aftonbladets webb-TV. Sedan ATG blev huvudsponsor till Hockeyettan 2019 är han programledare för Hockeyettans studiosändningar.

## Privatliv
Claes Åkesson var mellan 2004 och 2010 gift med Sanna Runheim, och de har ett barn ihop. Han tog då sin hustrus efternamn, Runheim, fram till skilsmässan. Han är sedan 2013 gift med Susanne Åkeson Rosencrantz, som var Robinson-deltagare säsong 12.